# Garda (gemeente)
Garda is een gemeente in de Italiaanse provincie Verona (regio Veneto) en telt 3992 inwoners (31-12-2009). De oppervlakte bedraagt 16,1 km², de bevolkingsdichtheid is 247 inwoners per km². In Garda zijn er geen frazione.

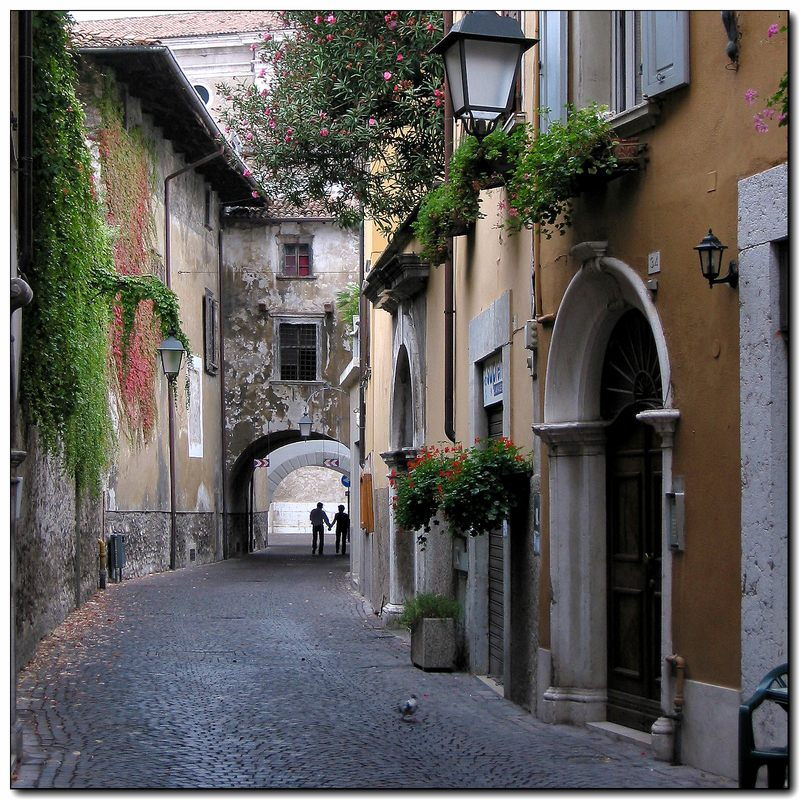
Straat in Garda

De stad ligt aan de oostelijke oever van het Gardameer en is de naamgever van dit meer dat voorheen Benaco genoemd werd. Op de Punta San Vigilio, vlak bij Garda, staat de zogenaamde Villa van Catullus uit de Romeinse tijd, een voorbeeld van een typisch buitenhuis uit het Romeinse keizerrijk, omringd met olijfgaarden.

## Demografie
Garda telt ongeveer 1851 huishoudens. Het aantal inwoners steeg in de periode 1991-2001 met 4,4% volgens cijfers uit de tienjaarlijkse volkstellingen van ISTAT.
| Jaar | Inwoneraantal |
| ---- | ------------- |
| 1991 | 3442          |
| 2001 | 3594          |
| 2009 | 3992          |

## Geografie
De gemeente ligt op ongeveer 67 m boven zeeniveau.
Garda grenst aan de volgende gemeenten: Bardolino, Costermano, Manerba del Garda (BS), San Felice del Benaco (BS), Torri del Benaco.

## Foto's

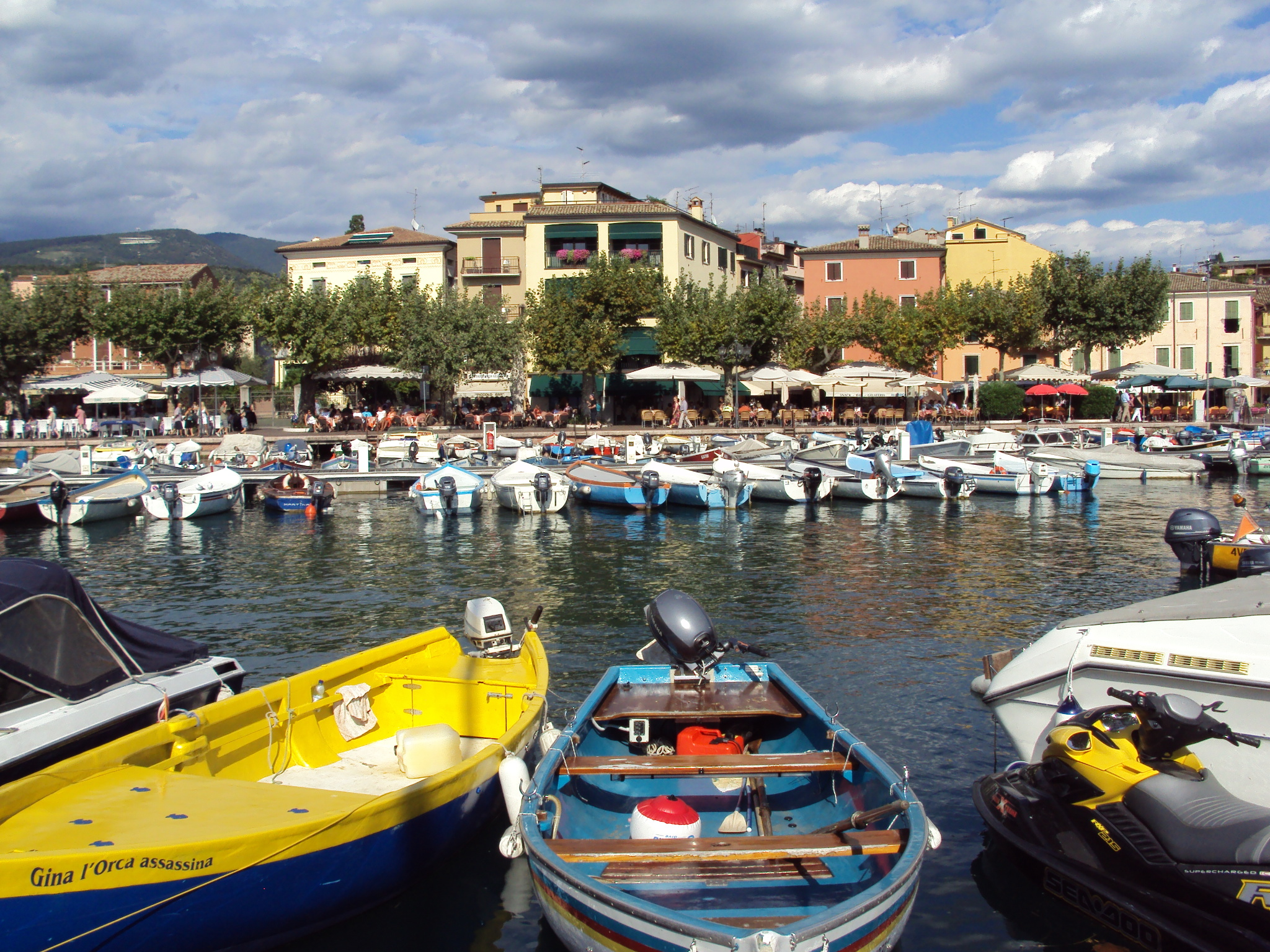
Haventje Garda
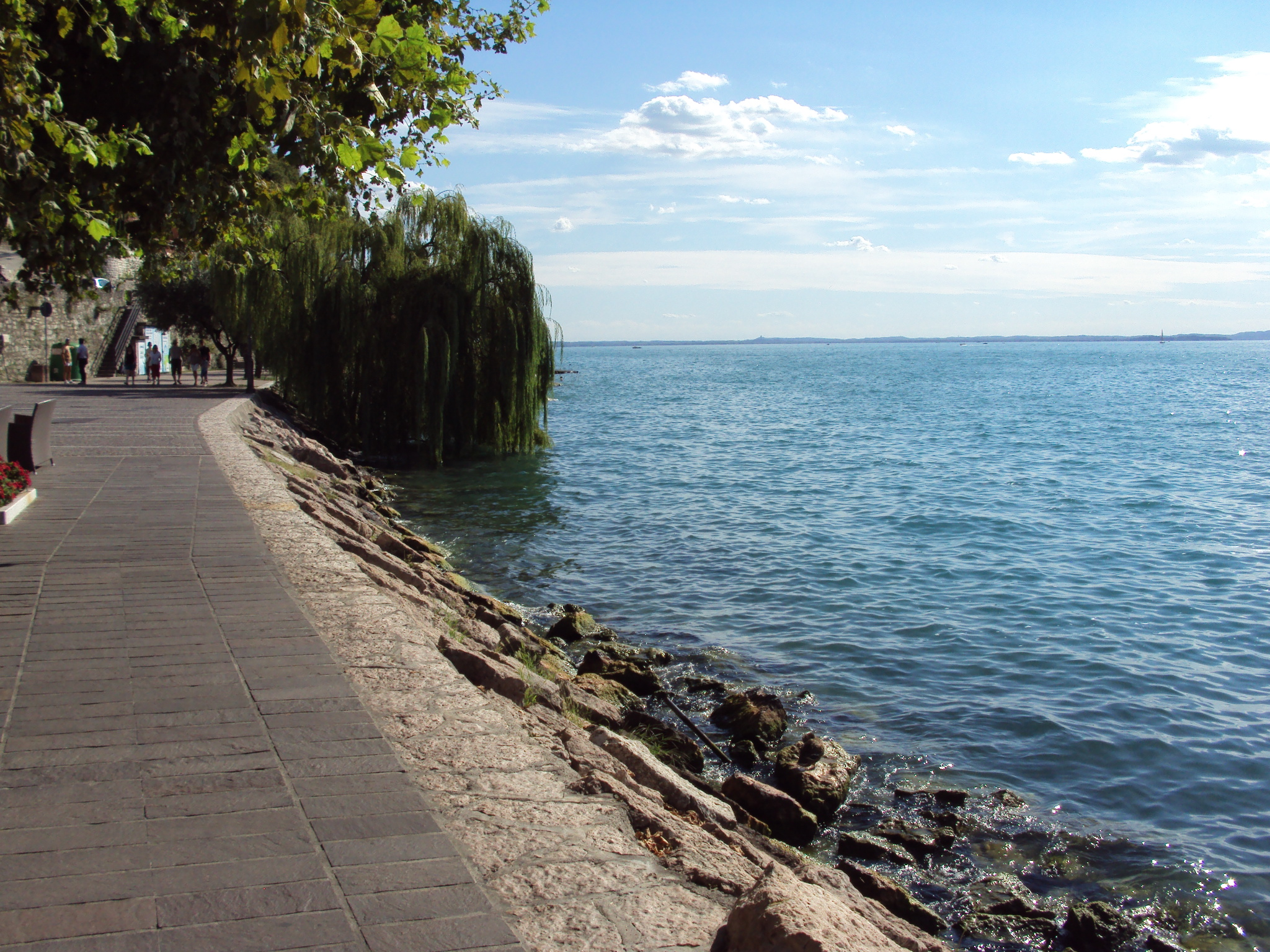
Gardameer bij Garda
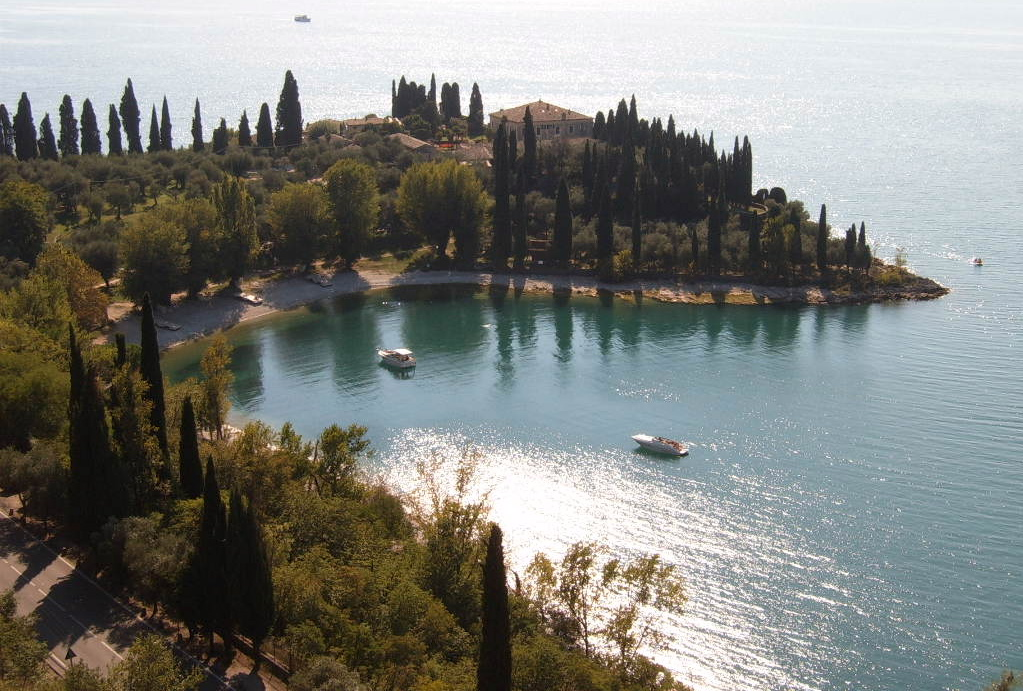
Punta San Vigilio